# Placido Cicala
Placido Cicala (Messina, 9 de junho de 1910 – Turim, 16 de junho de 1996) foi um engenheiro italiano.

## Biografia
Cicala se formou em engenharia mecânica em 1932 e engenharia aeronáutica no ano seguinte no Instituto Politécnico de Turim, onde obteve a habilitação no ensino de mecânica aplicada em 1936, assistente de Modesto Panetti. A partir de 1942 ensinou construções aeronáuticas no Politécnico de Turim, sendo professor ordinário em 1945.
Entre 1948 e 1952 passou quatro anos na Argentina, professor na Universidade Nacional de Córdoba e Universidade Nacional de La Plata. De volta à Itália, iniciou o ensino de ciências da construção no Politécnico de Turim em 1957, onde permaneceu até sua aposentadoria.
Foi professor visitante na Universidade Purdue em 1957 e mais tarde também realizou seminários na Universidade Yale, Universidade Stanford e Universidade do Illinois em Chicago.
Foi membro da Academia de Ciências de Turim em 1953 e da Academia Nacional dos Linces em 1972.
A atividade de pesquisa que o levou à fama internacional foi dedicada ao estudo da plasticidade, estruturas de casca fina e de paredes sólidas. Recebeu o Prêmio Bressa de 1941.